# Gynkar
Biały Mahakala (Skt. Shad-bhuja Sita Mahakala; Tyb. mGon po yid bzhin nor bu), Gynkar – jest emanacją ciała czarnego Sześcioramiennego Mahakali. Ucieleśnia on uspokajającą i pomnażającą aktywność wszystkich Buddów. Praktyka Białego Mahakali prowadzi do powiększenia siły życiowej i długości życia, do wzrostu zasługi i mądrości, a także do pomnożenia dobrobytu. Dlatego Gynkar znany jest jako Jiszin Norbu - Klejnot Spełniający Życzenia.
Jest to aspekt Sześcioramiennego Mahakali, skoncentrowany na realizowaniu łagodnych aktywności, którego praktyka szczególnie 
(i) przynosi dobrobyt, 
(ii) daje doskonałe warunki do medytacji 
oraz (iii) ochrania przed lękami stanu bardo. 
Biały Mahakala jest znany jako mGon po yid bzhin nor bu w języku tybetańskim, gdzie cztery ostatnie oznaczają 'Spełniający Życzenia Klejnot' lub 'Spełniający Życzenia Król Klejnotów'. Jego ikonografia jest bogata w symbole podkreślające jego status jako Bóstwa Dobrobytu. Jego atrubuty to: Klejnot Spełniający Życzenia trzymany w prawej ręce na sercu, Kapala - czarka z czaszki, z nektarem nieśmiertelności (Amritą), w której zanurzona jest waza pełna klejnotów, hak lub lasso, trójząb, drigug i damaru. Przedstawiany jest zazwyczaj w otoczeniu dakiń w różnych kolorach. Wygląda podobnie jak inni mahakalowie. Ma wydatny brzuch, a jego twarz jest zarazem gniewna i lekko uśmiechnięta. 
Praktyka Białego Mahakali wywodzi się z tantr buddyjskich. Przez indyjskich Mahasiddhów dotarła do Tybetu i była częścią tradycji Szangpa Kagyu. Później stała się popularna we wszystkich liniach buddyzmu tybetańskiego, a także w Mongolii i Buriacji. Specjalny, wielodniowy, grupowy rytuał Białego Mahakali (drubpa) odbywa się każdego roku również w Polsce w ośrodku Karma Kamtzang w Grabniku.